# Taractrocera archias
Taractrocera archias là một loài bướm ngày thuộc họ Bướm nhảy. Nó được tìm thấy ở mainland tây nam Asia (Myanmar, Thái Lan, Việt Nam, Malaysia), Java và Lesser Sunda Islands (east to Timor và Kisar).

## Phụ loài
- Taractrocera archias archias (Java, Bali và Banka)
- Taractrocera archias samadha Fruhstorfer, 1910 (bắc Miến Điện)
- Taractrocera archias quinta Swinhoe, 1913 (từ Miến Điện đến Đông Dương và Malaya)
- Taractrocera archias kisaga Frustorfer, 1910 (Lesser Sunda Islands)
- Taractrocera archias bavius Mabille, 1891 (Lesser Sunda Islands)

## Hình ảnh

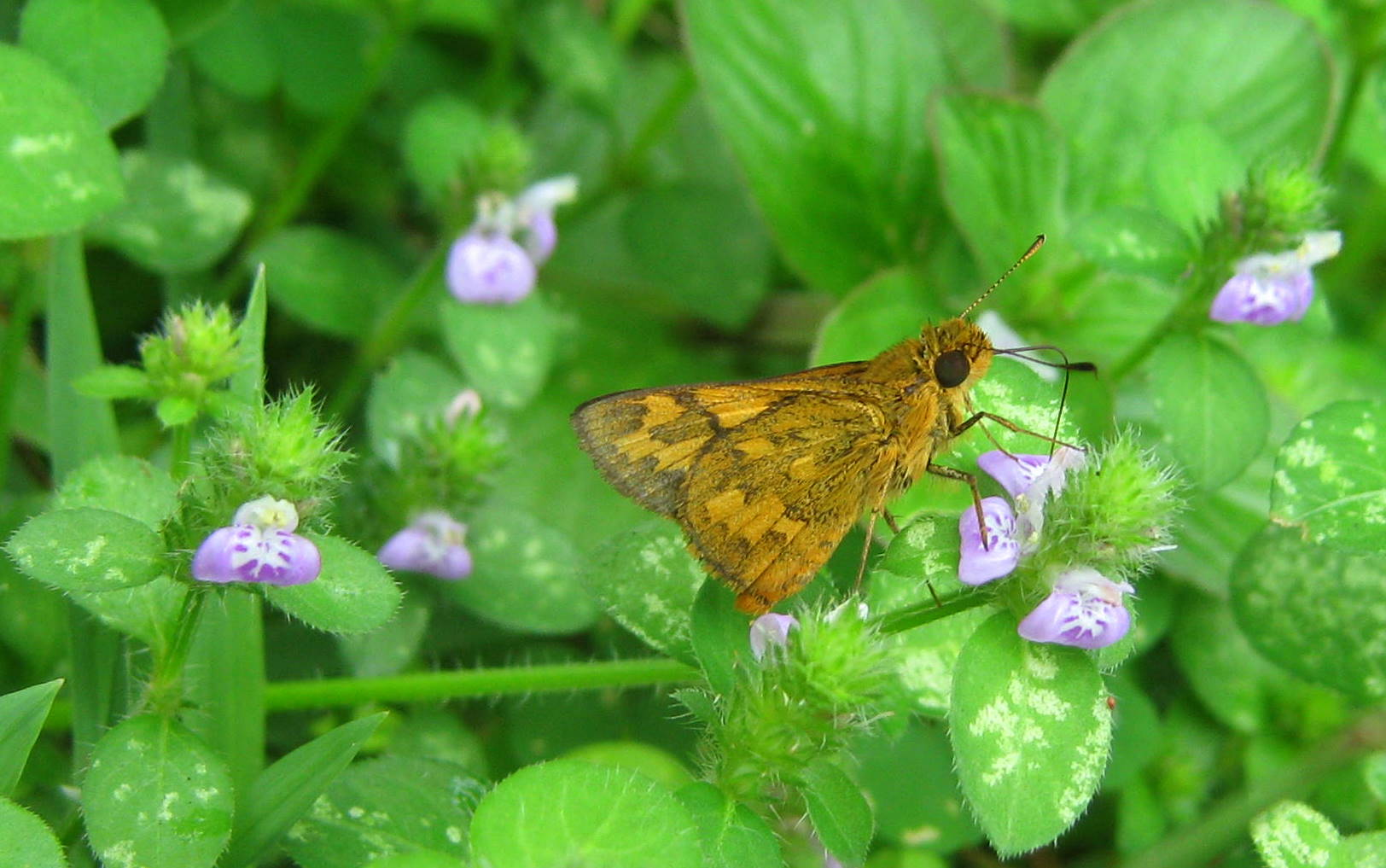
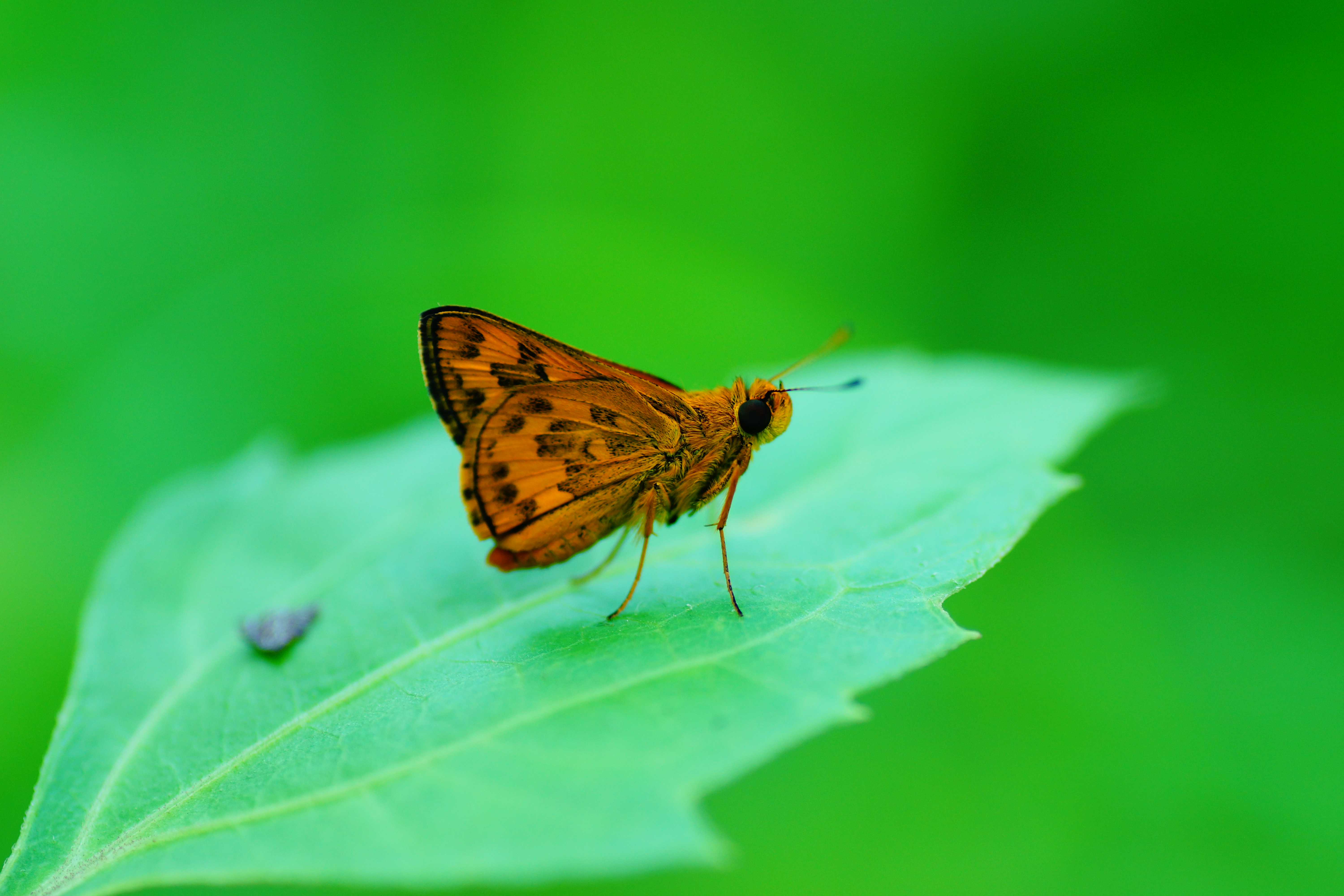
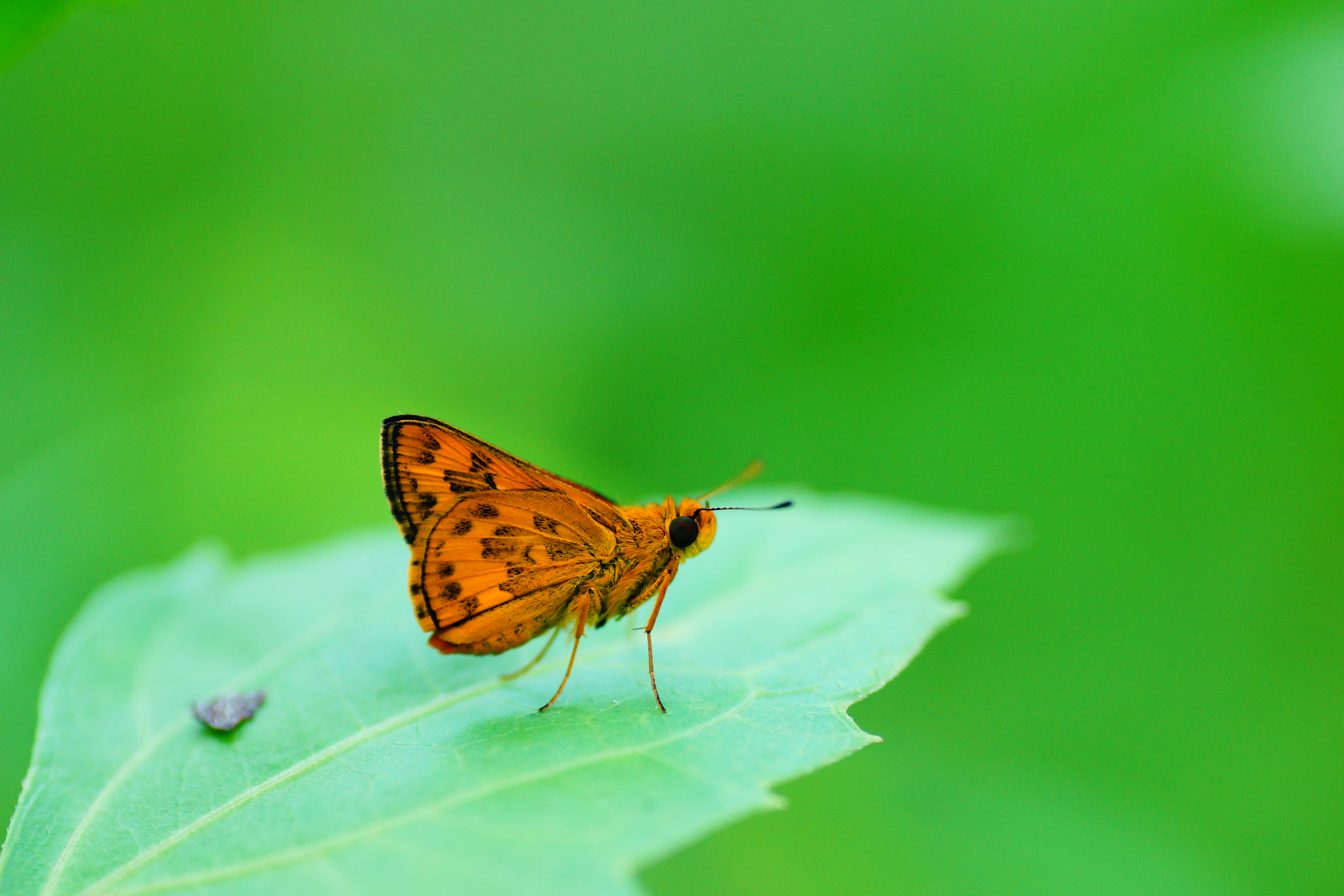
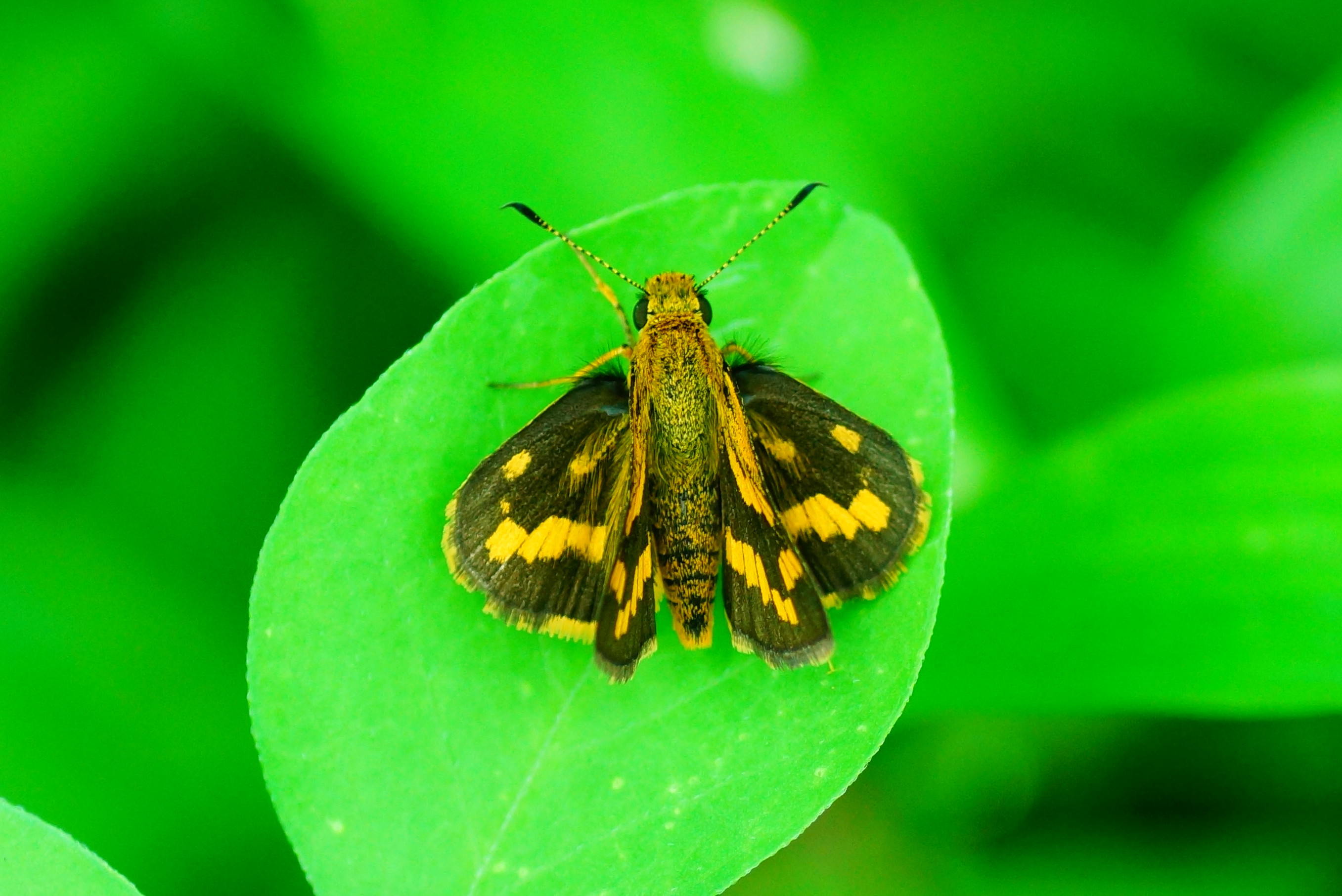